# Gardiner (Maine)
Gardiner es una ciudad ubicada en el condado de Kennebec en el estado estadounidense de Maine. En el Censo de 2010 tenía una población de 5.800 habitantes y una densidad poblacional de 135,16 personas por km².

## Geografía
Gardiner se encuentra ubicada en las coordenadas 44°11′42″N 69°47′38″O / 44.19500, -69.79389. Según la Oficina del Censo de los Estados Unidos, Gardiner tiene una superficie total de 42.91 km², de la cual 40.54 km² corresponden a tierra firme y (5.52%) 2.37 km² es agua.

## Demografía
Según el censo de 2010, había 5.800 personas residiendo en Gardiner. La densidad de población era de 135,16 hab./km². De los 5.800 habitantes, Gardiner estaba compuesto por el 95.43% blancos, el 0.31% eran afroamericanos, el 0.67% eran amerindios, el 0.71% eran asiáticos, el 0% eran isleños del Pacífico, el 0.36% eran de otras razas y el 2.52% pertenecían a dos o más razas. Del total de la población el 1.02% eran hispanos o latinos de cualquier raza.